# The Dream, the Space
The Dream, the Space es el primer álbum de estudio de la banda japonesa de metalcore Crossfaith. Fue lanzado el 20 de abril de 2011 a través de Zestone Records en Japón y Tragic Hero Records en todo el mundo.

## Lista de canciones
| N.º | Título                                              | Duración |  |
| 1.  | «Technologia» (instrumental)                        | 0:22     |  |
| 2.  | «Chaos Attractor»                                   | 2:28     |  |
| 3.  | «Stars Faded in Slow Motion»                        | 4:36     |  |
| 4.  | «Promise»                                           | 3:24     |  |
| 5.  | «The Dream, the Space»                              | 3:34     |  |
| 6.  | «Snake Code (Caribbean Death Roulette)»             | 3:46     |  |
| 7.  | «Demise and Kiss» (con Masato Hayakawa de Coldrain) | 3:44     |  |
| 8.  | «Panorama (Interlude)» (instrumental)               | 1:02     |  |
| 9.  | «Crystal Echoes Back to Our Tragedy»                | 4:19     |  |
| 10. | «Nostalgia» (instrumental)                          | 3:08     |  |

| Edición japonesa (bonus track) |                               |          |  |
| N.º                            | Título                        | Duración |  |
| 11.                            | «Omen» (cover de The Prodigy) | 3:59     |  |

## Personal
Crossfaith
- Kenta Koie – voz principal
- Kazuki Takemura – guitarras
- Terufumi Tamano – teclados, programación, samples, coros
- Hiroki Ikegawa – bajo
- Tatsuya Amano – batería

Músicos adicionales
- Masato Hayakawa: voz (pista 7).